# Диаметр сети
Диаметр сети — условная величина, вычисляемая как скорость распространения сигнала, умноженная на время распространения сигнала. В случае наличия нескольких узлов в сети, в качестве значения диаметра выбирается максимальное. В тривиальном случае диаметр равен максимальной длине проводов между двумя узлами сети (сами узлы могут находиться на небольшом расстоянии друг от друга). Применяется обычно в отношении сети передачи данных (Ethernet, Fast Ethernet).
Для сетей Ethernet предъявляется ограничение на максимальный диаметр сети — фрейм минимального размера (512 бит) должен гарантировано достигнуть противоположного конца сети (пройти весь диаметр) до того момента, как источник прекратит передачу фрейма. Для сетей Ethernet ограничением на диаметр сегмента сети является около 1 920 метров, для FastEthernet около 192.
В реальных сетях наибольшую задержку привносят концентраторы, которые в зависимости от используемого метода повторения сигнала могут добавлять несколько десятков микросекунд задержки (то есть «вычитать» из «полезного» диаметра сети десятки метров).
Сети Ethernet и Fast Ethernet регламентируют максимальное время задержки на концентраторах, одновременно ограничивая максимальную длину используемых проводов 100 м (для FastEthernet), 273 м (для Ethernet).
Дополнительными факторами, определяющими максимальный диаметр сети служат технические параметры используемой среды передачи (витой пары, коаксиального кабеля, оптического кабеля).